# Marie-Anne de La Ville
Marie-Anne de La Ville, född 1680, död 1725, var en fransk siare och ockultist.
Hon bedrev ett framgångsrikt företag där hon utförde påstått magiska konster och räknade flera förmögna personer ur adeln bland sina kunder. Bland dessa fanns madame de Grancey, bekant till hertigen av Orléans, och även en markis de Feuquieres, som hade anlitat henne för att framkalla en demon, prins Babel, vars hjälp Feuquieres ville ha för att finna en skatt.
de La Ville arresterades i samband med ett stort tillslag mot ockultister i Paris i oktober 1702. Tillslaget hade skett sedan Paris generallöjtnant Marc-René de Voyer de Paulmy d'Argenson den äldre, hade rapporterat att religionen i huvudstaden var i fara på grund av en växande yrkeskrets av personer som påstod sig kunna spå, trolla, hitta gömda skatter och tala med andar, och som sålde pulver och talismaner till en växande kundkrets. Detta fall bar stora likheter med den berömda Giftmordsaffären: förutom spåkvinnan de La Ville inkluderade de arresterade Jemme, som arrangerade djävulspakter, Bendrode, som sade sig känna till hemligheten med De vises sten, och prästen Pere Robert som ska ha utfört offer vid svarta mässor. de La Villes kundkrets avslöjade också att kunderna tillhörde mäktiga kretsar. 
Myndigheterna var dock ovilliga att ta sig an sådana fall i vare sig vanliga domstolar eller kommissioner ända sedan Giftmordsaffären, som ansågs ha svärtat landets rykte. År 1696 hade en spåkvinna som arresterats för svartkonst upptäckts ha markis de Feuquieres och kungens brorson hertigen av Chartres som kunder, och fallet hade därför aldrig gått till domstol. d'Argenson rekommenderade att detta fall bara skulle leda till en skandal som förolämpade religionen inför protestanterna, och rekommenderade att de arresterade inte skulle ställas inför rätta utan fängslas med ett lettre de cachet, på samma sätt som hade skett i Giftmordsaffären.